# 一関市立大原中学校
一関市立大原中学校（いちのせきしりつ おおはらちゅうがっこう）は、岩手県一関市大東町にあった公立中学校。略称は大原中（おおはらちゅう）、大中（おおちゅう）。
2022年度をもって一関市立大東中学校への統合に伴い、閉校した。

## 沿革
- 1947年（昭和22年）4月1日 - 大原町立大原中学校として開校[2][3]。
- 1948年（昭和23年）
  - 1月1日 - 大東町内野に内野分校を開設[3]。
  - 9月22日 - 独立校舎を落成[3]。
- 1952年（昭和27年）
  - 7月21日 - 内野分校の新校舎を落成[3]。
  - 10月15日 - 大東町大原字川内に本校舎を落成[3]。
- 1955年（昭和30年）4月1日 - 町村合併に伴い、「大東町立大原中学校」に改称[3][2]。
- 1960年（昭和35年）3月3日 - 校歌を制定（作詞：宮澤章二、作曲：下總皖一）[3][4]。
- 1969年（昭和44年）4月1日 - 大東町立曽慶中学校（大東町曽慶）の一部と名目統合[3][5]。それぞれ「大原中学校○○校舎」に移行。
- 1971年（昭和46年）
  - 3月31日 -「大原」「内野」「曽慶」の各校舎を統合（廃止）[3][2]。
  - 4月1日 - 実質統合し、大東町大原字上ノ洞に新校舎を落成[3][2]。
- 1972年（昭和47年）5月10日 - 体育館を落成。校舎落成式を挙行[3]。
- 1985年（昭和60年）11月24日 - 施設を改修[3]。
- 1992年（平成4年）12月19日 - 12.19の誓いを制定[3]。
- 1993年（平成5年）2月15日 - 頭髪制限を撤廃[3]。
- 1997年（平成9年）9月29日 - 岩手県教育委員会より受賞「はばたき賞」[3]。
- 2001年（平成13年）6月20日 - 文部科学省より、平成13・14年度中高生の職場体験事業に係わる推進地域に指定[3]。
- 2005年（平成17年）
  - 1月1日 - 曽慶地区全域が、大東中学校の学区に移行[3][5]。
  - 9月20日 - 市町村合併に伴い、「一関市立大原中学校」に改称[3][2]。
- 2007年（平成19年）
  - 4月1日 - 施設の老朽化に伴い、岩手県立大東高等学校大原校舎（旧：岩手県立大原商業高等学校）に移転[3][6]。
  - 4月6日 - 入校式を挙行[7]。
- 2008年（平成20年）8月6日 - 大規模改修工事を実施[3]。
- 2010年（平成22年）1月21日 - 体育館の耐震化・屋根を改修[3]。
- 2011年（平成23年）
  - 3月11日 - 東北地方太平洋沖地震により校舎が被災[8]。
  - 4月 - 陸前高田市立気仙中学校（陸前高田市矢作町）の支援校に指定[3]。
  - 4月7日 - 東北地方太平洋沖地震の余震により再度校舎が被災[3]。
  - 12月8日 - 校地内除染作業を実施[3]。
- 2018年（平成30年）7月1日 - 第64回全日本中学校通信陸上県大会にて共通女子砲丸投げ「優勝」[9]。
- 2023年（令和5年）
  - 3月11日 - 閉校式・思い出を語る会を挙行[2][10]。
  - 3月31日 - 一関市立大東中学校（一関市大東町摺沢）への統合に伴い、閉校[2]。

## 教育目標
2022年度の教育目標。
- 広く、深く考え（学力）
- 固く、親しく交わり（豊かな心）
- 強く、逞しく鍛え合う（気力・体力）

## 学校活動
主な学校行事を掲載。
1学期
- 4月 - 紹介式、始業式、入学式、対面式、部活体験、体育祭結団式
- 5月 - 体育祭
- 6月 - 校外学習（1年生）、一関地方中総体
- 7月 - 吹奏楽コンクール、県中総体、終業式（夏季休業）

2学期
- 8月 - 始業式、一関地方駅伝競走大会
- 9月 - 独唱大会、一関地方新人戦、修学旅行（3年生）
- 10月 - 吹奏楽祭、英語独唱大会、先輩と語る会（地区中文祭）、県新人大会前期、仙萩祭
- 11月 - 県新人大会後期
- 12月 - アンサンブルコンテスト、終業式（冬期休業）

3学期
- 1月 - 始業式、公立高校推薦入試
- 2月 - 大東大原水かけ祭
- 3月 - 公立高校一般入試、卒業式、修了式（学年末休業）、離任式

## 部活動
2022年度時点で活動していた部活動。

### 運動部
- バドミントン部
- 野球部（男子）
- バレーボール部（女子）

### 文化部
- 吹奏楽部

## 施設概要
主な施設を掲載。
- 校庭（4,097 m2[1]）
- 体育館（1,282 m2[1]）
- 屋外プール
- グラウンド（24,361 m2[1]）

## 生徒・学級数
開校時から閉校時までの生徒数と学級数の推移。2000年度以降は毎年度掲載。
| 年度                                                  | 生徒数   | 増減 | 学級数 | 増減 | 出典   | 備考                                 |
| ----------------------------------------------------- | -------- | ---- | ------ | ---- | ------ | ------------------------------------ |
| 1947（昭和22）年度                                    | 424      |      | 不明   | 不明 | [ 3 ]  | 開校、内野分校設置                   |
| 1948（昭和23）年度                                    | 523      | 99   | 不明   | 不明 | [ 3 ]  |                                      |
| 1955（昭和30）年度                                    | 590      | 67   | 不明   | 不明 | [ 3 ]  |                                      |
| 1960（昭和35）年度                                    | 503      | －87 | 不明   | 不明 | [ 3 ]  |                                      |
| 1966（昭和41）年度                                    | 556      | 53   | 不明   | 不明 | [ 3 ]  |                                      |
| 1969（昭和44）年度                                    | 553      | －3  | 不明   | 不明 | [ 3 ]  | 曽慶中一部と統合                     |
| 1971（昭和46）年度                                    | 522      | －31 | 不明   | 不明 | [ 3 ]  | 内野分校を統合                       |
| 1975（昭和50）年度                                    | 457      | －65 | 不明   | 不明 | [ 3 ]  |                                      |
| 1978（昭和53）年度                                    | 393      | －64 | 不明   | 不明 | [ 3 ]  |                                      |
| 1982（昭和57）年度                                    | 308      | －85 | 不明   | 不明 | [ 3 ]  |                                      |
| 1984（昭和59）年度                                    | 272      | －36 | 不明   | 不明 | [ 3 ]  |                                      |
| 1988（昭和63）年度                                    | 273      | 1    | 不明   | 不明 | [ 3 ]  |                                      |
| 1992（平成4）年度                                     | 243      | －30 | 不明   | 不明 | [ 3 ]  |                                      |
| 1995（平成7）年度                                     | 199      | －44 | 不明   | 不明 | [ 3 ]  |                                      |
| 1997（平成9）年度                                     | 182      | －17 | 不明   | 不明 | [ 3 ]  | 開校50周年                           |
| 2000（平成12）年度                                    | 149      | －33 | 6      |      | [ 14 ] |                                      |
| 2001（平成13）年度                                    | 133      | －16 | 6      | 0    | [ 15 ] |                                      |
| 2002（平成14）年度                                    | 139      | 6    | 6      | 0    | [ 16 ] |                                      |
| 2003（平成15）年度                                    | 124      | －15 | 5      | －1  | [ 17 ] |                                      |
| 2004（平成16）年度                                    | 126      | 2    | 5      | 0    | [ 18 ] |                                      |
| 2005（平成17）年度                                    | 111（1） | －15 | 5（1） | 0    | [ 19 ] | 曽慶地区を他学区へ、特別支援学級設置 |
| 2006（平成18）年度                                    | 134（2） | 23   | 7（2） | 2    | [ 20 ] |                                      |
| 2007（平成19）年度                                    | 125（2） | －9  | 7（2） | 0    | [ 21 ] | 開校60周年                           |
| 2008（平成20）年度                                    | 123（2） | －2  | 7（2） | 0    | [ 22 ] |                                      |
| 2009（平成21）年度                                    | 107（7） | －16 | 5（2） | －2  | [ 23 ] |                                      |
| 2010（平成22）年度                                    | 108（2） | 1    | 6（2） | 1    | [ 24 ] |                                      |
| 2011（平成23）年度                                    | 119（3） | 11   | 7（2） | 1    | [ 25 ] |                                      |
| 2012（平成24）年度                                    | 115（4） | －8  | 7（2） | 0    | [ 26 ] |                                      |
| 2013（平成25）年度                                    | 106（4） | －9  | 6（1） | －1  | [ 26 ] |                                      |
| 2014（平成26）年度                                    | 92（2）  | －14 | 4（1） | －2  | [ 26 ] |                                      |
| 2015（平成27）年度                                    | 83（2）  | －9  | 4（1） | 0    | [ 26 ] |                                      |
| 2016（平成28）年度                                    | 72（1）  | －11 | 4（1） | 0    | [ 26 ] |                                      |
| 2017（平成29）年度                                    | 73（1）  | 1    | 4（1） | 0    | [ 26 ] | 開校70周年                           |
| 2018（平成30）年度                                    | 77（1）  | 4    | 4（1） | ０   | [ 26 ] |                                      |
| 2019（令和元）年度                                    | 67（1）  | －10 | 4（1） | 0    | [ 26 ] |                                      |
| 2020（令和2）年度                                     | 65（1）  | －2  | 4（1） | 0    | [ 26 ] |                                      |
| 2021（令和3）年度                                     | 56（1）  | －9  | 4（1） | 0    | [ 26 ] |                                      |
| 2022（令和4）年度                                     | 51       | －5  | 3      | －1  | [ 26 ] | 閉校                                 |
| ※生徒数・学級数内の括弧は特別支援生徒・学級数（内数） |          |      |        |      |        |                                      |

## 学区
一関市立大原小学校の学区と同一。
- 一関市大東町
  - 大原

出典：
※2005年1月に「大東町曽慶地区」が大東中学校の学区に移行した。

## 進学前小学校
- 一関市立大原小学校（大東町大原）[27]

## アクセス
県道10号沿い、岩手県立大東病院そばに位置していた。

### バス
- 「大原中学校前」バス停（一関市営バス）から徒歩で約2分

### 自動車
- 国道343号・県道10号（大原バイパス）交差点から県道10号経由で約2分

## 周辺
- 一関市立大原保育園
- 岩手県立大東病院
- 一関市大東支所